# Tiaré tahiti
De Tiare tahiti (Gardenia taitensis) is een plant uit de sterbladigenfamilie (Rubiaceae). Het is een kleine bloemdragende heester die alleen voorkomt op de archipel van Frans-Polynesië. De bloem van de Tiare vormt het nationale embleem van het eiland Tahiti en Frans-Polynesië. Van de bloem wordt de olie monoi gemaakt, die wordt gebruikt voor haar- en huidverzorging. Van de bloemen worden de beroemde kransen gemaakt die nieuwkomers en toeristen om de hals worden gehangen. Er zijn op de eilanden een aantal typische gebruiken om de betekenis van de bloem ontstaan. De bloem is erg geurend en is er beschermd.
De Franse schrijfwijze tiaré moet in het Nederlands niet worden nagevolgd. De klemtoon in het Tahitiaans valt op de 'a', niet op de 'e', maar de 'e' moet niet als 'uh' worden uitgesproken.